# (41943) Fredrick
(41943) Fredrick est un astéroïde de la ceinture principale.

## Description
(41943) Fredrick est un astéroïde de la ceinture principale. Il fut découvert le 3 décembre 2000 à Olathe (Kansas) par Larry Robinson (astronome). Il présente une orbite caractérisée par un demi-grand axe de 2,53 UA, une excentricité de 0,14 et une inclinaison de 14,4° par rapport à l'écliptique.

## Compléments